# O melodie pentru Europa 2019
La quattordicesima edizione di O melodie pentru Europa si è tenuta presso gli studi televisivi di TeleRadio Moldova a Chișinău il 2 marzo 2019, e ha selezionato il rappresentante moldavo all'Eurovision Song Contest 2019 di Tel Aviv.
La vincitrice è stata Anna Odobescu con Stay.

## Organizzazione
Dopo un primo round di selezione tramite audizioni, TRM ha selezionato 10 partecipanti che avrebbero preso parte al festival musicale, organizzato in unica serata presso gli studi dell'emittente radiotelevisiva a Chișinău.
La giuria di esperti per il concorso è composta da:
- Anton Chiriac;
- Ilona Stepan;
- Eugen Damaschian;
- Andrei Tostogan;
- Iurie Mahovici;
- Bruno;
- Nelly Ciobanu.

## Partecipanti
La lista completa dei 10 partecipanti selezionati il 2 febbraio 2019 da TRM.
| Artista                        | Titolo               | Lingua  | Compositori                                                                      |
| ------------------------------ | -------------------- | ------- | -------------------------------------------------------------------------------- |
| Anna Odobescu                  | Stay                 | Inglese | Geōrgios Kalpakidīs, Thomas Reil, Jeppe Reil e Maria Broberg                     |
| Aurel Chirtoacă                | La cinema            | Rumeno  | Aurel Chirtoacă e Dumitru Rau                                                    |
| Che MD feat. Elizaveta Ivasiuk | Sub Pământ           | Rumeno  | Michael Smolenko                                                                 |
| Diana Brescan                  | Lies                 | Inglese | Samuel Bugia Garrido e Roxana Elekes                                             |
| Limonique                      | Gravity              | Inglese | Anton Ragoza, Dumitru Golban, Maria Gospodinova e Sergiu Ionas                   |
| Marcela Scripcaru              | Meteor               | Inglese | Rob Price                                                                        |
| Maxim Zavidia                  | I Will Not Surrender | Inglese | Primož Poglajen, Michael James Down, Jonas Gladnikoff e Will Taylor              |
| Siaj                           | Olimp                | Rumeno  | Siaj, Victor Nguyen, Ruslan Ciotu, Stefan Postoronca, Dumitru Rusu, Marian Ungur |
| Tinna Gi                       | Virus                | Inglese | Cristina Coșciug                                                                 |
| Vera Țurcanu                   | Cold                 | Inglese | David Gällring, Karl Sahlin, Vera Țurcanu e Nikos Sofis                          |

## Finale
| #  | Artista                        | Titolo               | Punteggio | Punteggio | Punteggio | Posizione |
| #  | Artista                        | Titolo               | Giuria    | Televoto  | Totale    | Posizione |
| -- | ------------------------------ | -------------------- | --------- | --------- | --------- | --------- |
| 1  | Aurel Chirtoacă                | La cinema            | 3         | 2         | 5         | 8         |
| 2  | Vera Țurcanu                   | Cold                 | 8         | 7         | 15        | 4         |
| 3  | Marcela Scripcaru              | Meteor               | 4         | 1         | 5         | 7         |
| 4  | Siaj                           | Olimp                | 2         | 3         | 5         | 9         |
| 5  | Maxim Zavidia                  | I Will Not Surrender | 5         | 12        | 17        | 2         |
| 6  | Diana Brescan                  | Lies                 | 10        | 5         | 15        | 3         |
| 7  | Tinna Gi                       | Virus                | 6         | 6         | 12        | 6         |
| 8  | Lemonique                      | Gravity              | 7         | 8         | 15        | 5         |
| 9  | Anna Odobescu                  | Stay                 | 12        | 10        | 22        | 1         |
| 10 | Che-MD feat. Elizaveta Ivasiuk | Sub Pământ           | 1         | 4         | 5         | 10        |

| Canzone              | A. Chiriac | I. Stepan | E. Damaschin | A. Tostogan | I. Mahovici | Bruno | N. Ciobanu | Punteggio | Punteggio |
| -------------------- | ---------- | --------- | ------------ | ----------- | ----------- | ----- | ---------- | --------- | --------- |
| La cinema            | 5          | 8         | 5            | 1-2         | 7           | 1-2   | 7          | 35        | 3         |
| Cold                 | 10         | 2         | 8            | 4-6         | 4           | 4-6   | 10         | 44        | 8         |
| Meteor               | 7          | 4         | 2            | 12          | 5           | 3     | 4          | 37        | 4         |
| Olimp                | 6          | 10        | 4            | 3           | 2           | 8     | 2          | 34        | 2         |
| I Will Not Surrender | 3          | 5         | 10           | 10          | 6           | 7     | 3          | 38        | 5         |
| Lies                 | 8          | 6         | 5            | 7           | 8           | 5     | 8          | 52        | 10        |
| Virus                | 2          | 7         | 6            | 4-6         | 10          | 4-6   | 6          | 41        | 6         |
| Gravity              | 4          | 3         | 7            | 8           | 3           | 12    | 5          | 42        | 7         |
| Stay                 | 12         | 12        | 12           | 5           | 12          | 10    | 12         | 75        | 12        |
| Sub Pământ           | 1          | 1         | 1            | 1-2         | 1           | 1-2   | 1          | 8         | 1         |

## All'Eurovision Song Contest
La Moldavia si è esibita 3ª nella seconda semifinale dopo l'esibizione dell'Irlanda e prima di quella della Svizzera, classificandosi 12ª con 85 punti e non qualificandosi per la finale.
Per promuovere la propria canzone, Anna Odobescu ha preso parte all'Eurovision in Concert (6 aprile 2019), presso l'AFAS Live di Amsterdam, all'Eurovision Spain Pre-Party (19 aprile 2019) presso la Sala La Riviera di Madrid e al Moscow Eurovision Party (24 aprile 2019) presso la Vegas Hall di Mosca.
Insieme ad Anna si è esibita anche Ksenija Symonova, artista ucraina, particolarmente nota nel campo dell'animazione con la sabbia, che aveva già preso parte all'Eurovision Song Contest, esibendosi per l'Ucraina nel 2011.

### Giuria e commentatori
La giuria moldava per l'Eurovision Song Contest è composta da:
- Corneliu Botgros, musicista moldavo e presidente della giuria;
- Vasile Olaru, compositore, produttore discografico e cantante moldavo;
- Otilia Lozovanu, produttrice televisiva moldava;
- Igor Munteanu, ballerino moldavo;
- Geta Burlacu, cantante moldava (rappresentante della Moldavia nel 2008).

L'evento è stato trasmesso su Moldova 1, Radio Moldova e sul sito www.trm.md senza commentatori. La portavoce dei voti della giuria nella finale è stata Doina Stimpovschi.

### Voto

#### Punti assegnati alla Moldavia
| Giurie                                | Giurie        | Giurie                  | Giurie               | Giurie                 |
| 12                                    | 10            | 8                       | 7                    | 6                      |
| ------------------------------------- | ------------- | ----------------------- | -------------------- | ---------------------- |
| - Romania                             |               |                         |                      | - Paesi Bassi - Svezia |
| 5                                     | 4             | 3                       | 2                    | 1                      |
| - Armenia - Malta - Russia - Svizzera | - Regno Unito | - Albania - Azerbaigian | - Croazia - Norvegia |                        |
| Televoto                              |               |                         |                      |                        |
| 12                                    | 10            | 8                       | 7                    | 6                      |
| - Romania                             |               |                         |                      |                        |
| 5                                     | 4             | 3                       | 2                    | 1                      |
| - Italia - Russia                     |               | - Armenia               | - Danimarca          |                        |

#### Punti assegnati dalla Moldavia
| Punti | Giuria             | Televoto    |
| ----- | ------------------ | ----------- |
| 12    | Romania            | Romania     |
| 10    | Macedonia del Nord | Russia      |
| 8     | Russia             | Azerbaigian |
| 7     | Malta              | Paesi Bassi |
| 6     | Azerbaigian        | Svizzera    |
| 5     | Irlanda            | Lituania    |
| 4     | Armenia            | Norvegia    |
| 3     | Norvegia           | Malta       |
| 2     | Albania            | Armenia     |
| 1     | Danimarca          | Lettonia    |

| Punti | Giuria             | Televoto        |
| ----- | ------------------ | --------------- |
| 12    | Macedonia del Nord | Russia          |
| 10    | Australia          | Azerbaigian     |
| 8     | Repubblica Ceca    | San Marino      |
| 7     | Norvegia           | Israele         |
| 6     | Azerbaigian        | Paesi Bassi     |
| 5     | Russia             | Italia          |
| 4     | Danimarca          | Svizzera        |
| 3     | Paesi Bassi        | Norvegia        |
| 2     | Svezia             | Repubblica Ceca |
| 1     | Malta              | Islanda         |